# Кадзуса (провинция)
Кадзуса (яп. 上総国 Кадзуса но куни) — историческая провинция Японии, располагалась на полуострове Босо острова Хонсю, соответствует центральной части современной префектуры Тиба. Граничила с провинциями Ава и Симоса.
Кадзуса управлялась как правило из городка Отаки, древняя столица провинции находилась в районе Итихары.

## Уезды
В период Эдо провинция Кадзуса делилась на следующие ханы:
- Гои, управляемый семьёй Арима.
- Цурумаки, управляемый семьёй Мидзуно.
- Дзёдзай, управляемый семьёй Хаяси.
- Иино, управляемый семьёй Хосина.
- Итиномия, управляемый семьёй Кано.
- Сануки, управляемый семьёй Абэ.
- Курури, управляемый семьёй Курода.
- Отаки, управляемый семьёй Мацудайра (Окоти).